# François de Nuchèze
François de Nuchèze, mort en 1667, est un officier de marine et aristocrate français du XVIIe siècle. Il est un protégé de Nicolas Fouquet, il se hisse au rang de vice-amiral de France, « intendant général de la marine, de la navigation et commerce de France » pour le Ponant, avant de tomber en disgrâce, à la suite de l'arrestation de son protecteur.

## Biographie

### Origines et famille
François de Nuchèze descend de la maison de Nuchèze, une famille noble d'extraction chevaleresque, connue depuis l'an 1320. Cette famille possède notamment le château de Nuchèze, situé sur le territoire de l'actuelle commune de Champdeniers-Saint-Denis, dans le département des Deux-Sèvres. Il est le quatrième fils de Pierre de Nuchèze, Ier du nom, seigneur de Batresse, la Brûlonnière et de la Brosse, chevalier des ordres du Roi, gouverneur de Montmorillon et d'Anne Petit. Son père sert le Roi pendant les troubles de la guerre civile. Sa mère est la fille d'Antoine Petit, seigneur de Bois-Fichet et d'Avoie du Bois des Arpentis, cette dernière est la sœur de Louis du Bois, seigneur des Arpentis, chevalier des ordres du Roi et lieutenant-général au gouvernement de Touraine.

### Carrière militaire
Il sert dans la Marine française et parvient au grade de lieutenant-général des armées navales puis vice-amiral de France, grade équivalent à celui de maréchal de France. Dans ses provisions du 7 mai 1651 signées par le Roi et contresignées par le Secrétaire d'État aux Affaires étrangères de Loménie, il est fait « intendant général de la marine, de la navigation et commerce de France » pour le Ponant. Louis XIV y rappelle en substance les services importants rendus par le commandeur de Nuchèze.

« Nous connaissons le mérite dudit sieur, commandeur de Nucheze, portent ces lettres et la longue expérience qu'il s'est acquise dans la marine ayant depuis trente-huit ans et plus, eu plusieurs commandements, soit de vaisseaux ou de galères, et autres emplois sur mer ; dans lesquels, après avoir long tems servi très-utilement la religion de Malte et remporté divers avantages considérables sur les ennemis de notre foi qui ont souvent éprouvé à leur dommage, les effets de sa valeur et de sa bonne conduite, particulièrement lorsque nous l'envoyâmes avec douze navires de guerre, dont nous lui avons confié le commandement au secours des Vénitiens contre les mêmes infidèles, pendant une campagne : outre lequel il les servit encore par notre ordre durant plusieurs années à ses dépens & très utilement pour eux ; il nous a depuis continué ses services durant les derniers troubles de notre royaume, devant la Rochelle, et dans la rivière de Bordeaux, en qualité de notre lieutenant-général des armées navales et en toutes les occasions il nous a donné tant de marques de sa suffisance et de son expérience, de sa vigilance, de son courage, et de son affection et fidélité à notre service, que nous avons estimé ne pouvoir confier cette importante charge à une personne qui la pût soutenir et exercer plus dignement et exactement que lui etc etc. »

Il est pourvu de cette charge à la suite du décès de Louis de Foucault de Saint-Germain Beaupré, comte du Daugnon, maréchal de France. Cette charge a été acquise par Fouquet dont il est un « homme de paille ». Il tombe cependant en disgrâce très peu de temps après, avec l'arrestation du Surintendant Fouquet le 5 septembre 1661.
Il meurt en 1667.

### Sources et bibliographie
- Charles de Chergé, François de Nuchèze, vice-amiral, intendant général de la marine de France, sa correspondance avec Louis XIV, Colbert, etc., Poitiers, impr. de Dupré, 1854, 81 p., in-8°
- Nicolas Viton de Saint-Allais, Nobiliaire universel de France ou recueil général des généalogies historiques des maisons nobles de ce royaume, Au bureau du nobiliaire universel de France, 1819 (lire en ligne), p. 432
- J. Cras et G. Poumarède, « Entre finance et diplomatie, les armements du commandeur François de Nuchèze pour le secours de Candie », in Daniel Tollet (dir.), Guerres et paix en Europe centrale aux époques moderne et contemporaine. Mélanges d’histoire des relations internationales offerts à Jean Bérenger, Presses de l'Université Paris-Sorbonne, Paris, 2003, p. 507-544 (halshs-02335683)